# Палаунг
Палаунг (бірм. ပလောင် လူမျိုး, палаун, pəlàʊɴ lùmjó; кит.: 德昂族, Déáng Zú, деан; тай. ปะหล่อง; самоназва — таанг, катуру, брао, ріан та ін.) — народ, що живе на півночі М'янми, головним чином на південь від річки Шуелі (штат Шан), де існує самоврядна зона Палаунг. Живуть також в Китаї (провінція Юньнань) і в Таїланді. Входить до числа 56 офіційно визнаних народів КНР (деан).
Мова належить до групи палаунг-ва мон-кхмерської гілки австроазійських мов.
Палаунги — нащадки найдавнішого населення Індокитайського півострова.
По релігії палаунги — буддисти; поширені також анімістичні вірування. У минулому культ предків феодальних вождів оформився у палаунгів у офіційну релігію, яка співіснує з буддизмом.
Основні заняття палаунгів — рисівництво, розведення чаю і торгівля їм. З ремесел розвинені ткацтво, плетіння, роботи по металу.